# 紀音那
紀 音那（き の おとな、生没年不詳）は、古代日本の飛鳥時代 - 奈良時代の女性。贈右大臣・従二位の大伴御行（おおとも の みゆき）の妻。姓は朝臣。

## 経歴
「音那」とは本名ではなく「女」という意味であることを、青木和夫は説明している。
『続日本紀』巻第二によると、夫の大伴御行は672年の壬申の乱の際に、大海人皇子（天武天皇）方の将として活躍したことで、一族の大伴馬来田とともに100戸を与えられている。『続紀』巻第五によれば、音那は夫の生存中は国を治める道に励むことをすすめ、夫の死後は固く同墳の意（墓とともにするという志）を守ったという。元明天皇はその貞節を思い、深く感歎したため、和銅5年（712年）9月に同じ境遇の家原音那とともに食封50戸が与えられた。
恐らく天皇は、689年の草壁皇子の薨去後、再婚しなかったため、自身と同じ境遇の女性を貴族の妻に求めていたのではないか、と思われる。夫への貞節を要求する儒教の影響が表向きの倫理として浸透しつつある時代でもあった。紀音那も、家原音那の場合も、夫がなくなってから12年目であった。
また、この時、子年であったにもかかわらず豊作であったため、大赦が行われた。